# Oberkaina
Oberkaina, obersorbisch Hornja Kinaⓘ, ist ein Dorf in der Oberlausitz und seit dem 1. Januar 1974 ein Ortsteil von Bautzen. Es liegt im Süden des Stadtgebietes auf 210 m ü. NN an der Bundesstraße 96. Das Wohngebiet östlich der B 96 ist einer der großen Eigenheimstandorte im Bautzener Stadtgebiet. Laut einer im Dezember 2007 veröffentlichten Statistik der Stadt ist Oberkaina der Stadtteil mit der im Durchschnitt jüngsten Bevölkerung. Das Durchschnittsalter liegt bei 38 Jahren.
Der Ort gehört zum offiziellen sorbischen Siedlungsgebiet in Ostsachsen. Das am 1. Juli 1934 eingemeindete Boblitz (Bobolcy) zählt seit 2020 als eigener Stadtteil. 
Durch das Ortsteilgebiet fließt das Boblitzer Wasser, welches zwischen Boblitz und Ebendörfel entspringt und später in den Albrechtsbach übergeht.

## Geschichte
Die Siedlung Oberkaina wurde 1436 erstmals als Obir Keyne erwähnt. Die älteste sichere Erwähnung von Boblitz stammt bereits von 1345 – damals als Herrensitz Boblicz. 
Oberkaina war ursprünglich ein kleiner sorbischer Gutsweiler am Boblitzer Wasser. Der ältere Teil des Dorfes liegt heute an der Boblitzer Straße. Die Anlage der heutigen Siedlung an der Neusalzaer Straße erfolgte erst in der zweiten Hälfte des 20. Jahrhunderts.

### Bevölkerung und Sprache
Für seine Statistik über die sorbische Bevölkerung in der Oberlausitz ermittelte Arnošt Muka in den achtziger Jahren des 19. Jahrhunderts eine Bevölkerungszahl von 89, darunter 71 Sorben (80 %) und 18 Deutsche. Ernst Tschernik zählte 1956 in der Gemeinde Oberkaina (mit Boblitz) einen sorbischsprachigen Bevölkerungsanteil von nur noch 4,7 %, darunter nur ein Jugendlicher.

## Wirtschaft
Zwischen den beiden Siedlungen befindet sich ein Granitsteinbruch der Firma Bautzen Granit.

## Bilder

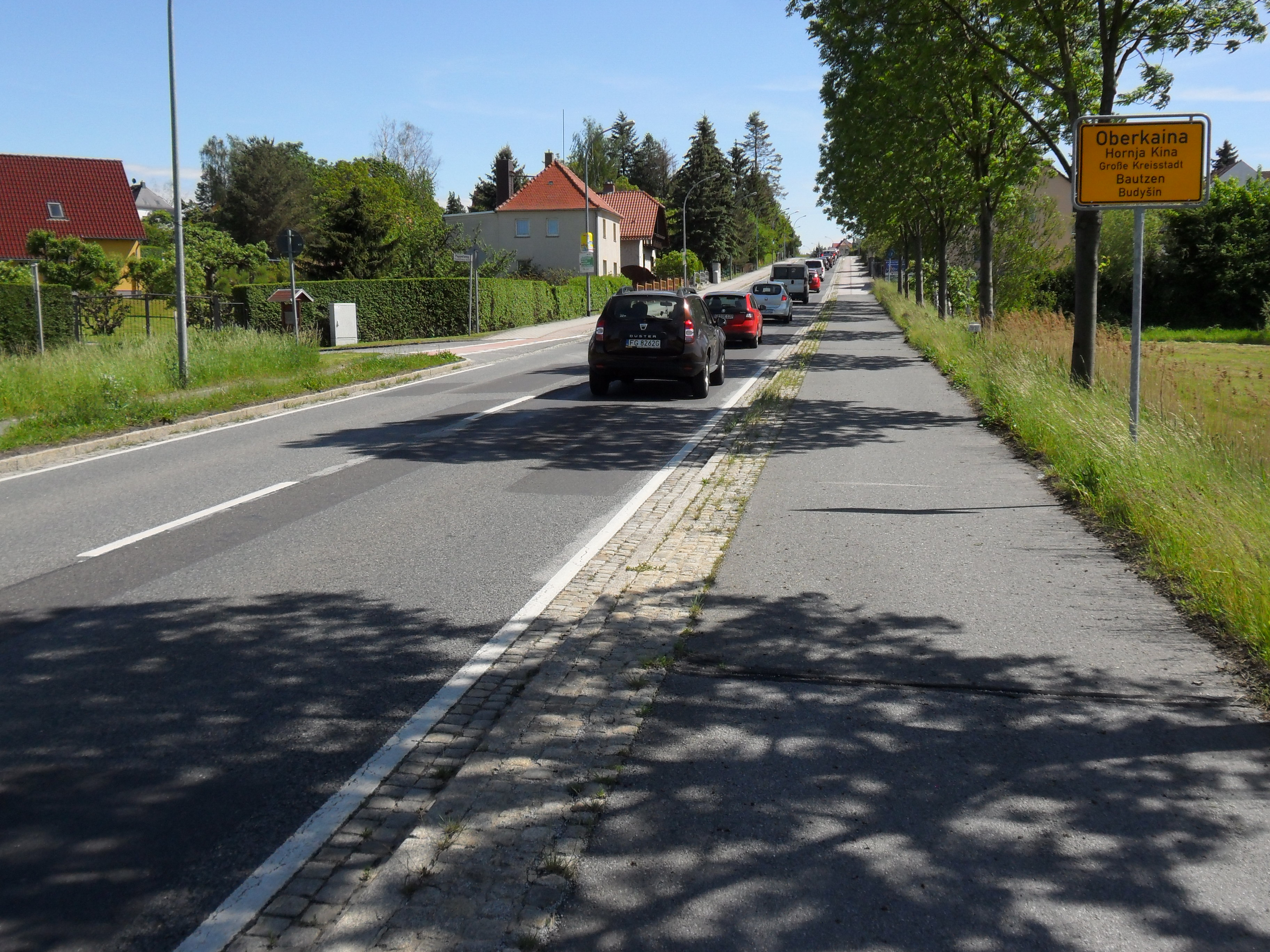
Ortseingang aus Richtung Bautzen
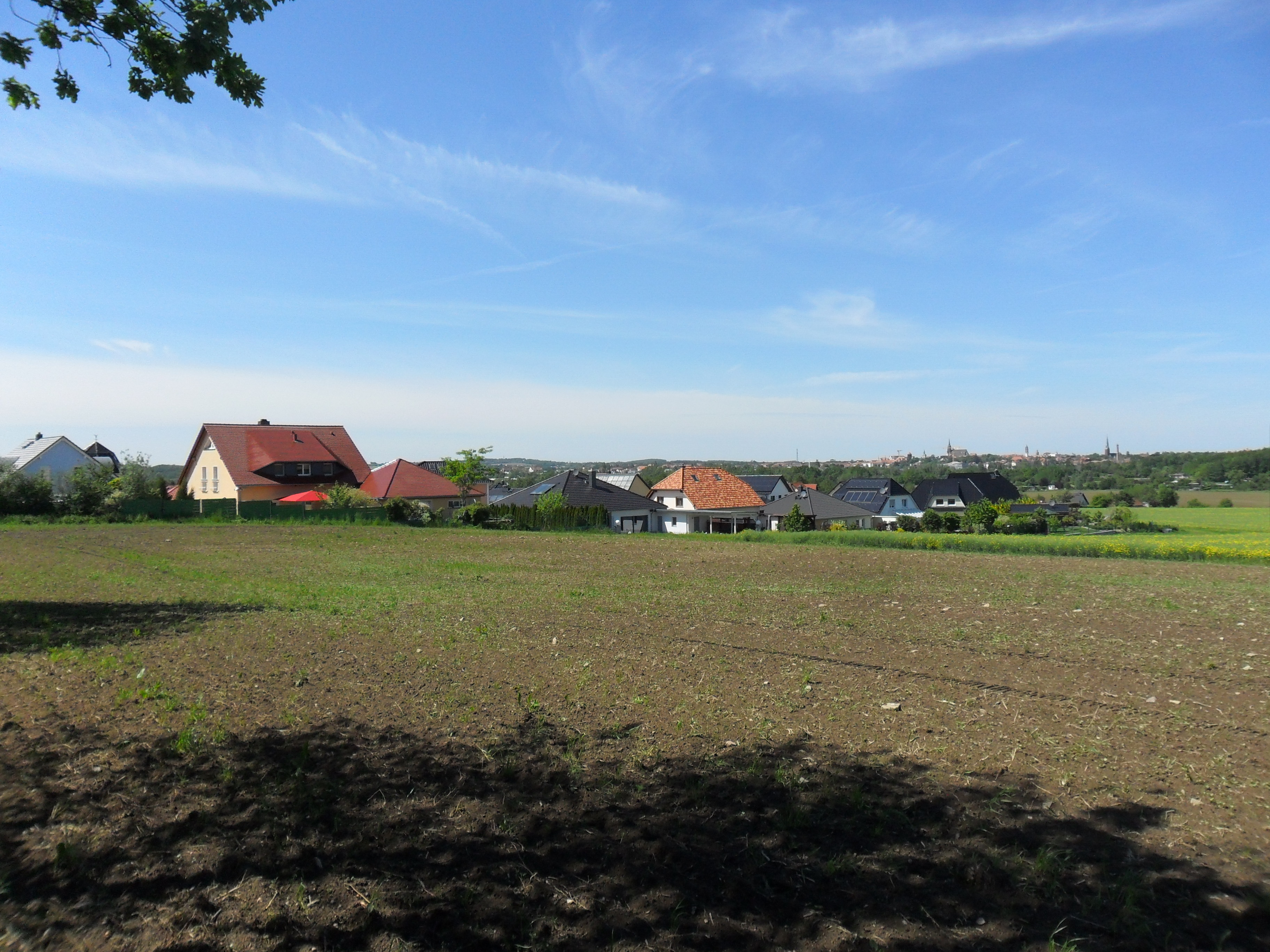
Blick über das Wohngebiet Oberkaina nach Bautzen